# Бхаратия Антарикш
«Бхаратия Антарикш» (дословно «Индийская космическая станция») — запланированная модульная орбитальная станция, которая будет построена Индией и эксплуатироваться Индийской организацией космических исследований. Космическая станция будет весить 52 тонны и поддерживать орбиту примерно в 400 километрах над Землей, где астронавты могли бы находиться в течение 3-6 месяцев. Первоначально планировалось, что она будет завершена к 2030 году, но позже она была отложена до 2035 года из-за задержек, вызванных техническими проблемами, связанными с пилотируемой космической миссией «Гаганьян» и пандемией COVID-19 в Индии. По состоянию на сентябрь 2024 года ожидается, что первый модуль будет запущен в декабре 2028 года на ракете-носителе LVM-3, а остальные модули будут запущены к 2035 году на ракете-носителе следующего поколения «Сурья».

## История
В 2019 году руководитель ISRO К. Сиван впервые представил характеристики предлагаемой космической станции, заявив, что она может весить до 20 тонн. Три года спустя, в своей новогодней речи, произнесенной перед уходом с поста председателя, Сиван заявил, что первый в Индии пилотируемый космический проект «Гаганьян» завершил этап проектирования и вступил в фазу испытаний, намекая на то, что организация достигла прорыва в достижении рубежа космической миссии.
В 2023 году руководитель С. Соманат сказал: «Наша программа «Гаганьян» направлена на возможность пилотируемого полёта в космос, и как только это произойдет, мы сможем рассмотреть возможность строительства космической станции в последующих модулях. Сроки реализации этого проекта космической станции охватывают следующие 20–25 лет. Мы определенно будем рассматривать пилотируемое исследование, пилотируемый космический полёт на более длительный срок, космические учения в нашей повестке дня». Вслед за проектом «Гаганьян» завершение станции и проведение пилотируемой высадки на Луну к 2040 году было установлено в качестве цели ISRO на предстоящее десятилетие, с целым рядом новых проектов и начинаний, которые должны появиться в поддержку миссии.
Во время своего визита в Индию в ноябре 2023 года администратор НАСА Билл Нельсон выразил готовность НАСА поддержать цель Индии по строительству коммерческой космической станции к 2040 году, если Индия будет стремиться к такому сотрудничеству. Это потенциальное партнерство может использовать экспертные знания и опыт обеих стран, способствуя инновациям и продвижению присутствия человека в космосе между двумя подписавшими Соглашениями Артемиды. В декабре 2023 года Соманат заявил, что у ISRO есть 25-летняя дорожная карта, простирающаяся до 2047 года. Она включала планы по запуску первого модуля космической станции в декабре 2028 года и завершению станции к 2035 году.
Председатель ISRO С. Соманат рассказал, что он рассматривал проекты индийской космической станции, общаясь со СМИ во время Индийского международного научного фестиваля 2024 года. Экспериментальные испытания космической станции могут начаться с 2025 года. ISRO планирует создать базовую предварительную модель космической станции в декабре 2028 года, прежде чем построить более крупную окончательную версию в 2035 году. Космическое агентство ведет переговоры с промышленностью о производстве, оценке и внедрении первого модуля к декабрю 2028 года. Помимо предоставления информации о индийском космическом видении 2047 года, С. Соманатх 26 октября 2024 года представил идею станции «Бхаратия Антарикш», которая будет служить базой для исследования Луны.

### Одобрение Кабинета министров
Расширяя масштаб инициативы «Гаганьян», правительство Индии во главе с премьер-министром Нарендрой Моди одобрило 18 сентября 2024 года разработку первоначального модуля станции «Бхаратия Антарикш», BAS-1. Запуск блока BAS-1 является одной из восьми миссий, которые теперь являются частью переработанной программы «Гаганьян», завершение которой запланировано на декабрь 2028 года. Требования к оборудованию и большее количество беспилотных полётов являются частью этого расширения, которое призвано дополнить продолжающиеся программы пилотируемых космических полётов. Инициатива «Гаганьян» получила дополнительное финансирование в размере ₹11,170 крор (US$1,3 млрд) для поддержки её расширенного масштаба, в результате чего общий бюджет достиг ₹20,193 крор (US$2,4 млрд). Программа направлена на разработку и демонстрацию критически важных технологий для длительных пилотируемых космических полётов, включая четыре миссии в рамках текущей программы «Гаганьян», запланированные на 2026 год, разработку модуля BAS-1 и четыре дополнительных миссии для демонстрации и проверки технологий к декабрю 2028 года.

## Дизайн
Станция «Бхаратия Антарикш» будет иметь 5 модулей, соединённых через единый механизм пристыковки. Вся станция будет иметь размеры 27 × 20 м, она будет иметь максимальную вместимость экипажа на короткий срок 6 астронавтов и номинальный размер экипажа 3-4 астронавта. BAS будет вращаться на орбите между 400-450 км и наклонением 51,6°, что сделает ее доступной для американских, российских, японских, а также космодромов ЕКА.
По словам председателя ISRO С. Соманата, индийская космическая станция находится на завершающей стадии проектирования по состоянию на февраль 2024 года. Электроника для станции будет производиться в спутниковом центре U R Rao в Бангалоре, в то время как космический центр Викрама Сарабхаи поможет в разработке оборудования.
От трёх до четырёх астронавтов могут находиться в космосе на станции «Бхаратия Антарикш». Модуль экипажа и ракета, которые будут доставлять людей на космическую станцию и обратно, будут стыковаться с одним концом станции. Индия создает уникальный стыковочный порт, который будет работать со стыковочным портом Международной космической станции. По крайней мере, четыре пары солнечных панелей и четыре отдельных модуля возможны для индийской космической станции после её завершения. В случае чрезвычайной ситуации она также будет иметь постоянно пристыкованную систему аварийного покидания модуля безопасности экипажа. Согласно существующим чертежам, станция «Бхаратия Антарикш» будет питаться двумя большими солнечными панелями на начальном этапе.
В июне 2024 года С. Соманат сообщил NDTV о завершении детального проектирования модуля BAS-1 космической станции, запуск которого на LVM-3 запланирован на декабрь 2028 года. Полный отчёт о проекте и смете расходов готов для утверждения правительством. Первоначально модуль будет приспособлен для роботизированных операций. Человеческая деятельность начнётся в 2035 году.
9 октября 2024 года было объявлено, что станция будет иметь пятимодульную конфигурацию — базовый, основной, научный, лабораторный и общий рабочий модуль. Все модули будут иметь отдельные солнечные панели, за исключением общего рабочего модуля.

### Базовый модуль BAS-01
Базовый модуль BAS будет весить около 10 тонн. BAS-1 будет служить испытательным стендом для важнейших технологий, таких как системы жизнеобеспечения и жилые помещения для экипажа.

## Стыковка космических кораблей
ISRO начнет тестирование возможностей стыковки в миссии SPADEX, перед развёртыванием на «Чандраян-4» и будущих миссиях на «Гаганьян» и станции «Бхаратия Антарикш». Отчёт по проекту, включающий всю информацию, исследование и внутреннюю оценку, а также смету расходов, был подготовлен и вскоре будет одобрен правительством.